# Білозерський залізорудний район
Білозерський залізорудний район розташований в Запорізькій області, на південному схилі Українського Щита. Простягається він в субмеридіональному напрямку на 65 км, при ширині 5-20 км. 

## Опис
В геологічній будові району беруть участь метаморфізовані осадово-вулканогенні породи архею, які містять пласти залізистих кварцитів. Залізисті кварцити утворюють пласти потужністю від 60 до 250 м, які простежуються по простяганню на декілька кілометрів і по падінню більше ніж на 1500 м. До залізистих кварцитів приурочені поклади багатих залізних руд потужністю до 100 м.
В Білозерському районі розвідано запаси залізних руд, які становлять 0,7 млрд т, з вмістом заліза 60,6 %, з них 40 % багатих руд — мартенівських. На базі їх працює Запорізький залізорудний комбінат, що видобуває близько 3 млн т багатої залізної руди, яка не потребує збагачення. 
Географічно поблизу знаходиться Приазовський залізорудний район, розташований на півдні Запорізької і Донецької областей, в межах південно-східної частини Українського Щита. Загальна площа району складає 360 км². Родовища залізних руд приурочені до нижньопротерозойських і архейських утворень залізисто-кременистої формації. Рудні поклади тяжіють до брахіантиклінальних структур і вузьких грабеноподібних синкліналей. Загальні запаси залізних руд родовищ Приазовського району становлять 3,5 млрд т — це першочергова резервна база чорної металургії України. З приазовських руд можна одержувати залізорудні концентрати з вмістом заліза 69-72 %, які придатні для якісної металургії.